# Victoria Gotti
Victoria Gotti (27 de noviembre de 1962) es una escritora y personalidad de reality television estadounidense. Es más conocida por ser la hija del jefe de la familia criminal Gambino John Gotti.

## Infancia
Victoria Gotti nació el 27 de noviembre de 1962, en Brooklyn, Nueva York. Sus padres fueron el jefe mafioso John Gotti y Victoria (DiGiorgio) Gotti, cuyo padre era de ascendencia italiana y su madre era mitad italiana y mitad rusa. Gotti fue criada en una casa de dos pisos en Howard Beach, Nueva York, con sus cuatro hermanos, que incluían a su hermano John A. Gotti, su hermana Angel, y su hermano menor Frank, a quien se refería como su "muñequito".

## Carrera

### Escritora
Victoria Gotti fue columnista del New York Post y reportera para WNYW, la emisora bandera de la Fox Television Network en Nueva York.
En 1995, Gotti escribió su primer libro, Mujeres y prolapso de la válvula mitral, que estaba inspirada en su propia experiencia con la enfermedad. En 1997, publicó su novela de misterio La hija del senador, seguida por : I'll Be Watching You (1998), Superstar (2000), y Hot Italian Dish (2006). Adicionalmente escribió las memorias This Family of Mine: What It Was Like Growing Up Gotti (en español: "Mi familia: Cómo fue crecer como un Gotti") (2009).

### Televisión
De agosto del 2004 hasta diciembre del 2005, Gotti fue la estrella de Growing Up Gotti, una serie de reality television estadounidense en la cadena A&E Network, en la que ella era protagonista con sus tres hijos. En agosto del 2005, días antes de la premier de la tercera temporada de la serie, Gotti informó que tenía cáncer de mama. Sin embargo, luego de ser acusada de simular su enfermedad por varios canales de la prensa, admitió luego que lo que tenía era células precancerosas y no un actual diagnóstico.
A inicios del 2012, Gotti se presentó como una de las 18 concursantes de la serie estadounidense de reality television Celebrity Apprentice, que se inició el 19 de febrero. Gotti fue eliminada en la semana 2.
El 22 de septiembre del 2013, Gotti apareció como invitada en The Real Housewives of New Jersey junto con su compañera Teresa Giudice, apareciendo en el episodio de la temporada 5 titulado "Hair We Go Again". Apareció nuevamente en el show en el episodio de la temporada 6 "Roses Are Red, Dina Is Blue", que se publicó el 24 de agosto del 2014.
En diciembre del 2014, Gotti apareció como invitada en "Storm A-Brewin'", un episodio de la quinta temporada del reality show de VH1 Mob Wives. A pesar de haber criticado la autenticidad de ese show en una entrevista del 2012, Gotti apareció en el episodio para una escena en la que la miembro del elenco Angela Raiola busca su consejo sobre cómo resolver sus conflictos con su círculo íntimo.
El 9 de febrero del 2019, Lifetime emitió la película documental Victoria Gotti: My Father's Daughter protagonizada por Chelsea Frei como Victoria Gotti y Maurice Benard como John Gotti. Victoria Gotti es la narradora, coguionista y productora ejecutiva de la película.

## Vida personal
En 1984, Carmine Agnello se casó con Victoria a pesar de la desaprobación de los padres de ella. La pareja tuvo tres hijos, Carmine, John, y Frank. La familia vivió en una mansión en Westbury, Nueva York, que fue la locación para la serie de televisión del 2004, Growing up Gotti.
En el 2003, mientras Agnello estaba en prisión, Victoria Gotti se divorció de él sobre argumentos de abandono constructivo.
En mayo del 2009, se aprobó la ejecución de hipoteca en la mansión de $3.2 millones que Gotti había recibido como parte de su divorcio de Carmine Agnello.